# Jean Royère
 (avril 2019).
Pour les articles homonymes, voir Jean Royère (homonymie) et Royère.
Jean Royère, né le 3 juillet 1902 dans le 8e arrondissement de Paris et mort 14 mai 1981 en Pennsylvanie aux États-Unis, est un décorateur français. 

## Carrière
Jean Royère travaille avec de nombreux plasticiens comme Alice Colonieu.
Avant de quitter définitivement la France pour les États-Unis, en 1980, le décorateur offre l'intégralité de ses archives au musée des arts décoratifs, situé à Paris dans l'aile Marsan du palais du Louvre. Le musée réorganise ses locaux en 2018, en privilégiant une approche thématique et pluridisciplinaire. Se succèdent, au long d'un parcours de visite, des espaces de présentation permanente d'objets sélectionnés dans ses importantes collections. Un de ces espaces est entièrement consacré à « Jean Royère, hier et aujourd’hui ». 
À la fin des années 1980, le marchand d’art Alan Grizot lui consacre notamment l’exposition « Intérieur d’un musicien » du mobilier d’Henri Salvador, mise en scène par Élisabeth Garouste et Mattia Bonetti.

## Sa cote
- Deux fauteuils dits Ours polaires recouverts d'origine d'un velours rasé, vert d'eau, datant de la fin des années 1940, ont été vendus aux enchères à Paris en juin 2007 pour 204 500 euros (estimation 50/60 000 euros).